# Gyaritodes laosensis
Gyaritodes laosensis là một loài bọ cánh cứng trong họ Cerambycidae.